# هيرو ناكاي
هيرو ناكاي (باليابانية: 中井広恵) هي لاعبة شوغي ‏ يابانية، ولدت في 24 يونيو 1969 في واكاناي في اليابان.